# Parafia Ewangelicko-Augsburska w Gorzowie Wielkopolskim
Parafia Ewangelicko-Augsburska w Gorzowie Wielkopolskim – parafia luterańska w Gorzowie Wielkopolskim, należąca do diecezji wrocławskiej Kościoła Ewangelicko-Augsburskiego w RP. Mieści się przy ulicy Obotryckiej.

## Historia
Luteranizm na terenie Gorzowa Wielkopolskiego został zaprowadzony w 1537, kiedy w Kościele Marii Panny członkowie rady miejskiej oraz burmistrz Janem Schede oficjalnie poparli Reformację oraz przyjęli Sakrament Ołtarza pod dwiema postaciami. Pierwszym ewangelickim proboszczem, a jednocześnie superintendentem okręgu kościelnego Gorzów został ks. Jerzy von Woltersdorf.
Do 1945 ewangelicy stanowili większość ludności tych terenów, do 1945 ich udział w ogólnej populacji miasta wynosił 86.9%, a w powiecie -  95.3%. W Gorzowie znajdowało się kilka protestanckich świątyń.
Po zakończeniu II wojny światowej wszystkie dotychczas luterańskie obiekty sakralne zostały przejęte przez kościół rzymskokatolicki. W efekcie nabożeństwa dla ewangelików odbywały się w budynku kaplicy należącej do Kościoła Baptystów. 
W 1963 na rzecz parafii został przekazany kościół pełniący dawniej funkcję świątyni cmentarnej na nekropolii należącej do parafii ewangelickiej przy kościele Maryi Panny, w tym czasie przekształconym na cmentarz komunalny.

## Współczesność
Nabożeństwa w kościele ewangelickim Świętej Trójcy w Gorzowie Wielkopolskim odbywają się w każdą niedzielę i święta. Ponadto w okresie adwentu oraz pasyjnym prowadzone są nabożeństwa tygodniowe.
Do parafii należą również kaplice filialne w Barlinku oraz Słubicach, gdzie nabożeństwa odbywają się w każdą trzecią niedzielę miesiąca.
Ze względu na brak w okolicy własnych parafii, do członków zboru należą także osoby wyznania ewangelicko-reformowanego (3 razy do roku odprawiane jest nabożeństwo wg agendy reformowanej przez pastora Kościoła Ewangelicko-Reformowanego).
Prowadzone są szkółki niedzielne, lekcje religii oraz spotkania młodzieżowe. Odbywają się również godziny biblijne. Przy parafii działa Biblioteka Literatury Chrześcijańskiej.